# Clubiona kumadaorum
Clubiona kumadaorum este o specie de păianjeni din genul Clubiona, familia Clubionidae, descrisă de Motoyoshi Ono în anul 1992. Conform Catalogue of Life specia Clubiona kumadaorum nu are subspecii cunoscute.